# Huevo del querubín con carro
El huevo del querubín con carro o del ángel con carro es un huevo imperial Fabergé, uno de una serie de cincuenta y dos huevos enjoyados fabricados con supervisión de Peter Carl Fabergé para la familia imperial rusa. Fue elaborado y entregado en 1888 al zar de Rusia, Alejandro III. Este es uno de los huevos imperiales perdidos, por lo que se conocen pocos detalles al respecto.

## Diseño
No se conoce su diseño exacto. Existe una sola fotografía del huevo, aunque este está oculto por otro huevo (el del Cáucaso) y solo se puede ver su reflejo borroso en un espejo detrás de las piezas. Hay una breve descripción de los registros imperiales en los Archivos Históricos del Estado Ruso en Moscú que describe el regalo como "Ángel tirando de un carro con huevo - 1500 rublos, ángel con un reloj en un huevo de oro 600 rublos". Según Marina Lopato en Fabergé: Imperial Jeweler (1993) esta descripción significa que el reloj estaba dentro del huevo de oro, que estaba en el carro tirado por el ángel. La factura de Fabergé tiene una descripción similar, detallando un querubín tirando de un carro con un huevo y un querubín con un reloj en un huevo de oro. Estas dos descripciones están respaldadas por el inventario de 1917 del tesoro imperial incautado que dice "huevo de oro, decorado con brillantes (diamantes), un zafiro; con un soporte de plata, dorado [sic] en forma de un carro de dos ruedas con un putto." 

Recreación por ordenador del probable aspecto del huevo, a partir de las descripciones escritas y su reflejo en la fotografía de 1902.

## Sorpresa
La sorpresa habría sido el reloj que estaría dentro del huevo en el carro, aunque se desconoce el diseño exacto.

## Historia
Fue presentado a María Feodorovna el 24 de abril de 1888 por Alejandro III. Estuvo en el Palacio de Gatchina desde 1891, y fue uno de los 40 huevos enviados al Palacio de la Armería del Kremlin en 1917 después de la Revolución del Gobierno Provisional. En 1922 fue transferido al Sovnarkom, después de lo cual se desconoce el paradero exacto del huevo. Es posible que en la década de 1930, Victor y Armand Hammer hubiesen comprado el huevo. Un catálogo de ventas de la exhibición de Armand Hammer de 1934 en Lord and Taylor en la ciudad de Nueva York describe un "amor[cillo] de plata en miniatura que sostiene una carretilla con un huevo de Pascua, hecha por Fabergé, joyero de la corte" que parece describir al Huevo del querubín con carro. Es posible que Armand Hammer desconociera la importancia de este artículo si era este huevo, ya que tenía la costumbre de promocionar artículos imperiales pero no hizo un esfuerzo por promocionar este. Se desconoce si este huevo era el de 1888 y dónde se encuentra hoy.